# Битва при Селассії

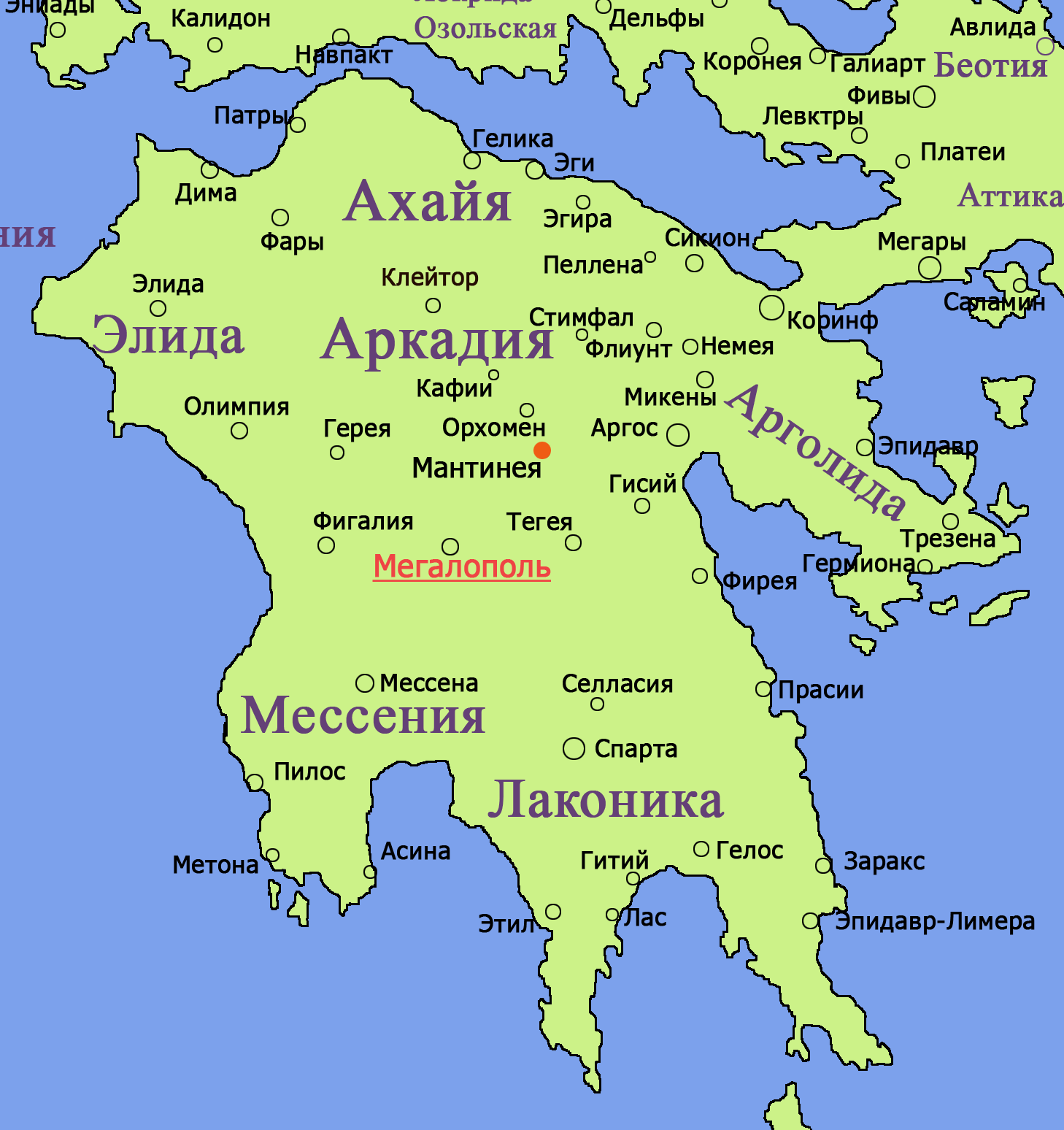
Мапа Пелопоннеса. Селассія позначена дещо північніше від Спарти

Битва при Селассії — вирішальна битва Клеоменової війни, котра сталась на півночі Лаконії у 222 р. до н. е.

## Сили та позиції сторін
У 224 р. до н. е. македонський цар Антигон III Досон на прохання Ахейського союза втрутився у боротьбу зі спартанцями царя Клеомена III, які протягом двох наступних кампаній були витіснені зі всіх територій за межами Лаконії. Навесні 222 р. до н. е. союзники зібрали армію з зимових квартир та вторглись до Лакедемону. Антигон мав 18 тисяч піхотинців (в тому числі 10 тисяч у фаланзі, 3 тисячі пельтастів, стільки ж найманців та по 1 тисячі фракійців і галатів) і 600 вершників. Ахейці виставили 4 тисячі піших (з них 1 тисяча із аркадійського міста Мегалополь, зруйнованого у попередній кампанії Клеоменом) і 300 кінних. Ще 4 тисячі піхотинців та 300 вершників надали беотійці, епіроти та акарнанці, а 1600 іллірійців прийшли з Деметрієм Фарським. Таким чином, всього у союзній армії нараховувалось майже 28 тисяч піхотинців та 1200 кінних.
Клеомен мав при собі до 20 тисяч воїнів. Він зайняв позиції біля Селассії, де дорога на Спарту проходила по долині річки Ойнунт між двома пагорбами — Евою та Олімпом. Обидва вони були укріплені ровами та валами і зайняти загонами спартанців, при цьому на Олімпі командував сам Клеомен, тоді як Еву займав його брат Евклід. В долині на дорозі поставили кінноту та невеликий загін найманців.
Антигон витратив кілька днів на пошуки слабких місць в оборонній лінії супротивника та, не знайшовши таких, наважився на пряму атаку. Сам він став навпроти Олімпа, вишикувавши при цьому глибоку подвійну фалангу, оскільки фронт був дуже вузький. Перед фалангою розташували найманців, по центру проти ворожої кінноти македонський цар поставив свою, а також ахейців та мегалопольців. На Еву націлили важкоозброєних (зокрема, фліунтців) та іллірійців.

## Хід битви
Першою почалась атака на Еву. В якийсь момент розташовані по центру найманці Клеомена змогли вдарити у тил наступаючим та поставити їх у складну ситуацію. Ті, хто у македонсько-ахейській армії командували центром побудови, все ще вичікували сигналу до битви, але молодий мегалополець Філопемен (він ще навіть не обіймав посади воєначальника) побачив загрозу, закликав співгромадян до бою та вдарив на кінноту противника. Коли бій почався і в центрі, спартанські найманці полишили у спокої наступаючих на Еву та повернулись до своїх вершників, що дало змогу іллірійцям та важкоозброєним нарешті напасти на воїнів Евкліда. Останній же втратив слушну нагоду поставити ворога між двох вогнів, вдаривши з висот у момент, коли наступаючі самих атакували з тилу.
Евклід очікував ворога на самісінькій вершині пагорба, так що коли фліунтці почали його тіснити, він вже не мав місця ані для маневру, ані для нормального відступу. Спартанський загін опинився на схилі нижче від важкоозброєного ворога, внаслідок чого скоро був примушений до важкої втечі по кручах. Таку версію подій наводить Полібій, наголошуючи на помилках Евкліда як полководця. Водночас спартанський історик Філарх визначав винним командира критян Дамотеля, котрому Клеомен доручив з'ясувати куди поділись іллірійці та акарнанці. Дамотель доповів, що ніякої загрози з боків та тилу немає, але ж у підсумку Евклід був раптово оточений.
В той час як на Еві гинули вояки Евкліда, по центру йшов важкий бій, а на іншому фланзі зійшлись найманці та легкоозброєні спартанці і македонців. В якийсь момент Клеомен побачив, що загін брата втікає, а у центрі його кінноту почали тіснити, що загрожувало оточенням. Тоді він перестав вичікувати та повів своє головне військо на ворога. З обох боків подали сигнали до відкликання легкоозброєних і македонська фаланга також рушила вперед. У важкому бою то македонці тіснили ворога, то лакедемоняни (Плутарх пише, що останнім якось вдалось відтіснити суперника аж на 5 стадій – майже на кілометр). Нарешті, сила подвійної фаланги, котра щільно зсунула списи, перемогла. Спартанці були вибиті з укріплень та побігли, зазнаючи великих втрат.

## Підсумки битви
Військо Клеомена виявилось повністю розгромленим. Найманці зазнали великих втрат, а з 6 тисяч спартанців начебто залишилось лише дві сотні осіб. Лише з кількома вершниками Клеомен добрався до Спарти. Не вбачаючи більше можливостей для боротьби з сильним ворогом, він майже одразу вирушив до порту Гітій та відплив з друзями в Александрію, до царя Птолемея.